# Racer Free Car Simulation
Racer Free Car Simulation（レーサーフリーカーシミュレーション）とは、Ruud van Gaal氏を中心にCrudenが制作したパーソナルコンピュータ用のドライビングシミュレーター。略して「Racer」と呼ばれる。(現在ではRacer Car and Racing Simulatorの呼称もある)

## 概要
Racerはフリーウェアであり、本体、コース、マシン共に全て無料で手に入る。また、マシン、コースは個人で制作されている場合が多く、中には個性的なものや、現在では希少な車もある（デロリアン・DMC-12等。）マシン、コースの自作が可能。車の動きは全てC言語を簡単にしたような英数字で制御されている為、車のファイルフォルダにある「car.ini」を変更すると、チューニングも可能。また「views.ini」を変更すると、メーター類の位置の変更も可能。ある程度慣れれば、自作のメーターを移植する事も出来る。
近年のバージョンでは路面へのライト照射効果、ブレーキディスクの過熱(ビジュアル面のみ)、進化した描画性能によりかなり手の込んだ車やコースも制作、使用が可能となった。(グランツーリスモ5への対抗心を示唆するキャッチコピーも見られる)但し、その分初期バージョンより要求される性能が高まり、新バージョンではバグも多い。
バージョンによりshdファイルやcgファイルなどのレンダリング制御ファイルの対応・非対応があり、特に最近登場したcgファイルに関しては、cgファイルを用いた車・コースを非対応バージョンで動かすと正常に表示されないため、MOD使用時には注意が必要である。(cgファイル使用MODの場合、大抵cg無し仕様に変更出来るようにコピーファイルが取ってある)
ZModelerに、Racerの3Dファイルであるdofをインポートして、エアロパーツ装着、ドレスアップも可能。実際にそれを使って装着するエアロパーツ、レーシングマフラーのdofがUPされている。

一応「シミュレータ」なので高度なコントローラ(ロジクールG25など)向けの設定も可能。(但しクラッチ操作の完全手動化やHパターンシフトの使用には設定項目の変更だけでなく各iniの変更も必要)